# Liste der Monuments historiques in Saint-Denis-de-Pile
Die Liste der Monuments historiques in Saint-Denis-de-Pile führt die Monument historique in der französischen Gemeinde Saint-Denis-de-Pile auf.

## Liste der Bauwerke
| Bezeichnung     | Beschreibung              | Standort | Kennzeichnung | Schutzstatus | Datum | Bild |
| --------------- | ------------------------- | -------- | ------------- | ------------ | ----- | ---- |
| Kirche St-Denis | Erbaut im 12. Jahrhundert | (Lage)   | PA00083721    | Classé       | 1862  |      |

## Liste der Objekte
| Bezeichnung               | Beschreibung          | Standort                      | Kennzeichnung | Schutzstatus | Datum | Bild |
| ------------------------- | --------------------- | ----------------------------- | ------------- | ------------ | ----- | ---- |
| Gemälde Heimsuchung       | 17. Jahrhundert       | in der Kirche St-Denis (Lage) | PM33000675    | Classé       | 1957  |      |
| Skulptur Madonna mit Kind | Holz, 19. Jahrhundert | in der Kirche St-Denis (Lage) | PM33001412    | Inscrit      | 1980  |      |